# FLOW-MATIC
 (février 2017).
Si vous disposez d'ouvrages ou d'articles de référence ou si vous connaissez des sites web de qualité traitant du thème abordé ici, merci de compléter l'article en donnant les références utiles à sa vérifiabilité et en les liant à la section « Notes et références ».
Le FLOW-MATIC, initialement connu sous le nom de B-0 (Business Language Version 0), est le premier langage de traitement des données. Il a été développé pour l'UNIVAC I à Remington Rand par Grace Hopper entre 1955 à 1959. Il a eu une forte influence sur le développement de COBOL.